# Thymus dolopicus
Thymus dolopicus là một loài thực vật có hoa trong họ Hoa môi. Loài này được Formánek miêu tả khoa học đầu tiên năm 1897.